# Marcel Sido
Marcel Sido est un aviateur français, pionnier de l'aviation militaire, né le 8 juillet 1874 à Commercy dans la Meuse, et mort au champ d'honneur le 13 novembre 1914 au Maroc à la Bataille d'Elhri.

## Biographie

### Famille
Marie Pierre Marcel Sido nait à Commercy (Meuse) le 8 juillet 1874 du mariage de Marie Antoine Gustave Sido, contrôleur des contributions directes, et de Marie Catherine Henriette Pauly,.
Le 9 mai 1910, Marcel Sido épouse Jeanne Léonie Rouyer à Void (Meuse). De ce mariage nait Michel, le 6 janvier 1914.

### Carrière militaire

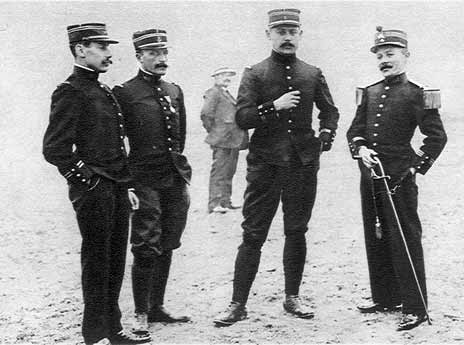
Quatre aviateurs, de gauche à droite :Albert Féquant, Marcel Sido, Félix Camerman, Charles Marconnet.

Il s'engage comme volontaire au 51e régiment d'infanterie de Nancy (Meurthe et Moselle) le 3 novembre 1892. Il y est nommé jusqu'au grade de sergent le 21 janvier 1895, puis entre comme élève Officier à l'école militaire d'infanterie le 13 avril 1898. Il intègre alors comme sous lieutenant le 153e régiment d'infanterie le 1er avril 1899, puis successivement le 3e régiment d'infanterie de marine le 16 octobre 1900, le 3e régiment d'infanterie coloniale le 1er janvier 1901 puis le 10e régiment d'infanterie coloniale où il est nommé lieutenant de deuxième classe le 1er avril 1901.
Affecté au 1er régiment de tirailleurs Tonkinois le 2 octobre 1901, il intègre le 8e régiment d'infanterie coloniale le 29 janvier 1903, puis le 23e le 30 septembre, avant de rejoindre le 2e régiment de tirailleurs Annamites le 1er octobre. Le 1er juin 1904 le voit rejoindre le bataillon de tirailleurs Cambodgiens, où il est promu lieutenant de 1re classe le 1er octobre 1904. Il retrouve le 8e régiment d'infanterie coloniale le 9 février 1907. En service en Cochinchine le 29 septembre 1907, il y rejoint le bataillon de tirailleurs Cambodgiens le 16 octobre, puis le 1er régiment de tirailleurs Annamites le 1er mars 1908. Il est blessé au combat le 24 avril 1908 en se portant à l'assaut du village Tréas (Cambodge).
Il a participé aux campagnes du Tonkin, de Cochinchine et du Cambodge entre mars 1901 et octobre 1909.
Il est l'un des volontaires désignés par le ministère de la Guerre pour suivre les cours de l'école de pilotage de Châlons, où il est dirigé en décembre 1909.
Il obtient le brevet de pilote aviateur de l'Aéro-Club de France no 65, le 2 mai 1910,, sur appareil Voisin.
Le lieutenant Sido participe en septembre 1910 aux grandes manœuvres de Picardie, où, en compagnie de l'adjudant Ménard comme pilote, il effectue de grandes reconnaissances, tenant l'air à plusieurs reprises pendant 45 minutes, et rapporte des renseignements si précis que les dispositions de l'état-major doivent être modifiées.
En 1911, il effectue avec le lieutenant Féquant des vols d'études au Sénégal, pour l'utilisation de l'aviation militaire en A.O.F. Son premier voyage au-dessus de la région de M'Bambey frappe de stupeur et d'admiration la population noire.
Le capitaine Sido tombe au champ d'honneur au Maroc le 13 novembre 1914 à la Bataille d'Elhri.

## Distinctions
Marce Sido est nommé chevalier de l'ordre national de la Légion d'honneur le 11 juillet 1909.